# NGC 3603-C
NGC 3603-C (HD 97950C, WR 43c) — спектрально-двойная звезда в центральной части скопления HD 97950 в области звездообразования NGC 3603, расположенной на расстоянии около 25 000 световых лет от Солнца. Первичный компонент принадлежит спектральному классу WN6h и входит в число наиболее массивных и ярких известных звёзд.
Объект HD 97950 изначально числился в каталогах как звезда, но в настоящее время известно, что он является плотным скоплением или тесной кратной звездой. В 1926 году наиболее ярким звёздам были присвоены обозначения от A до F, но при последующих исследованиях многие звёзды оказались состоящими из нескольких компонентов. Было показано, что звезда C является двойной звездой, но звезда-компаньон не наблюдалась.
HD 97950C является звездой Вольфа-Райе, в спектре преобладают широкие эмиссионные линии. Спектральный класс WN6 показывает, что линии ионизированного азота сильны по сравнению с линиями ионизированного углерода, суффикс h показывает, что в спектре также присутствуют линии водорода. Данный тип звезды Вольфа-Райе является молодым объектом высокой светимости, в котором продукты термоядерных реакций CNO-цикла выносятся на поверхность вследствие перемешивания вещества в процессе конвекции и вращения; в атмосфере происходит интенсивная потеря вещества. Эмиссионные линии формируются в звёздном ветре. Доля водорода на поверхности оценивается в 70 %.
Два компонента NGC 3603-C вращаются друг вокруг друга с периодом 9 суток. Предполагается, что вторичный компонент существенно меньше и слабее, чем первичный, и не влияет на оценку физических свойств звезды. Масса звезды оценивается в 113 M{\displaystyle _{\odot }}, светимость превышает солнечную в 2 миллиона раз. Несмотря на то, что звезда является молодой (возраст оценивается в 1,5 млн лет), она потеряла значительную долю первоначальной массы в ходе эволюции. Начальная масса звезды оценивается в 137M{\displaystyle _{\odot }}, то есть звезда потеряла 24M{\displaystyle _{\odot }}.